# Grenzdorf (Ramin)
Grenzdorf ist ein Ortsteil der Gemeinde Ramin des Amtes Löcknitz-Penkun im Landkreis Vorpommern-Greifswald in Mecklenburg-Vorpommern.

## Geographie
Der Ort liegt einen Kilometer westlich der Staatsgrenze zu Polen, fünf Kilometer nordöstlich von Ramin und neun Kilometer östlich von Löcknitz. Die Nachbarorte sind Linken und Marienhof im Nordosten, Dołuje im Osten, Kościno und Neu-Grambow im Südosten, Grambow im Süden, Stadtberg, Ramin und Ramin-Ausbau im Südwesten, Schmagerow im Westen sowie Gellin und Neuenkrug im Nordwesten.